# Ocean City (Maryland)
Ocean City è una town degli Stati Uniti d'America, situata nella Contea di Worcester in Maryland. Il comune si affaccia sull'oceano Atlantico.

## Amministrazione

### Gemellaggi
- Finale Ligure
- Pärnu